# Операция «Манта»
Операция «Манта» (фр. Opération Manta, 1983—1984) — кодовое обозначение первого присутствия французских войск в Чаде во время чадско-ливийского конфликта.

## Предыстория
В 1965—1979 годах в Чаде шла гражданская война, завершившаяся формированием Переходного правительства национального единства (ППНЕ). Однако уже в 1980 году конфликт возобновился: министр обороны Хиссен Хабре восстал против главы ППНЕ Гукуни Уэддея. 7 августа 1982 силы Хабре взяли столицу Чада Нджамену. Отказавшись признать Хабре новым главой страны, Уэддей в октябре 1982 года воссоздал ППНЕ в городе Бардаи на севере Чада — уже как объединение вооружённых группировок, противостоящих Хабре. Прежде воздерживавшийся от прямого вмешательства в чадский конфликт ливийский глава Муамар Каддафи решил в этих условиях поддержать Уэддея и, признав его легитимным главой Чада, предоставил помощь в обучении и вооружении войск.
В июне 1983 года объединённые силы ППНЕ и Ливии 24 июня 1983 года взяли Файя-Ларжо — основной опорный пункт правительственных сил в северном Чаде. В тот же день министр иностранных дел Франции Клод Шессон заявил, что Франция «не останется безразличной» к ливийскому вмешательству в чадские дела.
Трёхтысячная группировка войск ППНЕ продолжила наступление на Коро-Торо, Ум-Шалуба и главный город восточного Чада — Абеше, который пал 8 июля. В результате Каддафи и Уэддей получили в свои руки пути, ведущие с севера к Нджамене, и отрезали Хабре от Судана.
В этих условиях Хабре обратился за международной помощью. Не решаясь на прямое вмешательство, и принижая роль Ливии, Франция предоставила лишь оружие и горючее; первый транспортный самолёт из Франции прибыл 27 июня. 3 июля Заир прислал отряд из 250 парашютистов (постепенно возросший до 2000 человек), которые разместились вокруг Нджамены, высвободив силы Хабре для борьбы с повстанцами. США объявили о предоставлении военной и продовольственной помощи на сумму в 25 миллионов долларов. Воспользовавшись этой помощью, Хабре лично возглавил чадские правительственные войска и уже 12 июля отбил силы Уэддея от Абеше, а 30 июля взял Файя-Ларжо.
Видя провал ППНЕ-ливийского наступления, Каддафи интенсифицировал участие Ливии в чадском конфликте, перейдя к неприкрытой интервенции. На следующий день после падения Файя-Ларжо ливийские МиГи нанесли удар по городу, а в полосу Аузу была переброшена 11-тысячная группировка ливийских войск (с танками и артиллерией) и порядка 80 ливийских самолётов. Хабре окопался со своей 5-тысячной группировкой в Файя-Ларжо, но был не в силах противостоять подавляющей ливийской огневой мощи. Потеряв около трети своей армии, он был вынужден отступить на юг.
6 августа 1983 года Хабре обратился за военной помощью к Франции. Под давлением США и франкоговорящих стран Африки, 9 августа президент Франции Франсуа Миттеран объявил о намерении остановить Каддафи.

## Ход операции
После заявления Миттерана в Чад были быстро переброшены французские войска из соседней Центральноафриканской республики, которые перекрыли два возможных пути наступления на Нджамену с севера, а также истребители-бомбардировщики и противотанковые вертолёты. Затем войска (чья численность постепенно выросла до 3.500 человек — крупнейший французский контингент в Африке со времён войны в Алжире) продвинулись на север, и остановились на т. н. «красной линии», идущей примерно по 15-й параллели от Мао на западе до Абеше на востоке. Хоть Миттеран и заявил, что не потерпит ливийского присутствия в Файя-Ларжо, он не хотел идти на открытую конфронтацию с Ливией и французскими руками возвращать север Чада Хабре. Ливийцы также старались не пересекать «красную линию» в южном направлении.
В сложившейся обстановке казалось, что Франция де-факто согласилась с разделом Чада. Хотя эта ситуация и не нравилась Хабре, тем не менее он получил от неё большое преимущество, упрочив своё положение в южной части страны и восстановив былое военное сотрудничество с Францией. В то же время к северу от «красной линии» усиливались трения между ливийскими войсками и силами ППНЕ. Организация африканского единства попыталась организовать мирные переговоры между враждующими чадскими группировками, но они закончились провалом.
24 января 1984 года силы ППНЕ, поддержанные ливийцами, перешли в наступление и атаковали опорный пункт правительственных войск в Канеме, расположенный в 200 км южнее «красной линии». Французам пришлось отреагировать, но они сделали это не так, как хотелось Хабре: вместо атаки на Файя-Ларжо, что привело бы французов к прямому столкновению с ливийцами (чего Миттеран всеми силами избегал), министр обороны Шарль Эрню приказал 25 января двум французским истребителям-бомбардировщикам нанести авиаудары по наступающим силам ППНЕ. Несмотря на то, что им удалось остановить наступление северян, один из самолётов был сбит, после чего французы 27 января приняли решение переместить «красную линию» на север, и она теперь стала проходить не по 15-й, а по 16-й параллели, от Коро-Торо до Ум-Шалуба.
30 апреля 1984 года Муамар Каддафи предложил одновременно вывести французские и ливийские войска из Чада. Франсуа Миттеран принял это предложение, и 17 сентября 1984 года Каддафи и Миттеран на встрече сделали совместное заявление о том, что вывод начнётся 25 сентября и завершится к 10 ноября. Французы приветствовали соглашение, сочтя его результатом дипломатического искусства Миттерана. Французские войска покинули Чад ещё до финальной даты, оставив лишь сто человек технического персонала и вооружение для правительственных войск Чада. Однако 5 декабря обнаружилось, что хотя Каддафи и вывел часть сил из Чада, там осталось ещё около 3 тысяч ливийских военнослужащих.

## Последствия
Уход французских войск привёл к напряжённости во франко-чадских отношениях, так как Хабре чувствовал себя оскорблённым и брошенным. Из Нджамены стали широко распространяться слухи о том, что у франко-ливийского соглашения были некие секретные статьи, и французскому министру внешних сношений Ролану Дюма пришлось официально опровергать эти слухи на франко-африканском саммите, состоявшемся в Бужумбуре в декабре 1984 года. Африканские страны давили на Миттерана, требуя возвращения Франции в Чад, в то время как Жак Юстингер — секретарь по внешним сношениям французской Социалистической партии (возглавляемой Миттераном) — заявлял, что «Франция более никогда не будет жандармом франкоговорящей Африки». В странах «третьего мира» возрос престиж Каддафи, сумевшего «надуть» Францию. Как внутри Франции, так и из-за рубежа на Миттерана сыпались обвинения в том, что он поверил слову «человека, который никогда не держал слова».
Год, последовавший за выводом французских войск, оказался одним из самых спокойных в Чаде. Несмотря на то, что ППНЕ изначально заявляло о намерении маршировать на Нджамену, обе стороны старались не нарушать «красную линию». Хабре использовал перемирие для того, чтобы заключить мирные соглашения с мелкими повстанческими группами на юге, в то время как в ППНЕ начались внутренние раздоры. Усилились также трения между ППНЕ и Ливией, желавшей аннексировать северный Чад.
Видя международную изоляцию и внутренний распад ППНЕ — единственного легитимного источника присутствия ливийцев в Чаде — Каддафи решил подтолкнуть события. 18 февраля 1986 года силы ППНЕ при поддержке ливийских танков атаковали опорный пункт Куба-Оланга, расположенный южнее «красной линии». Это вынудило французов вернуться в Чад.